# Горбатов
Горба́тов — город (с 1779) в Павловском муниципальном районе Нижегородской области России в 61 км от Нижнего Новгорода. Административный центр муниципального образования город Горбатов, имеющего статус городского поселения. Самый малочисленный город Нижегородской области: население 2009 чел. (2021).
Пристань на реке Оке, в 12 км к северу от железнодорожной станции Ворсма на железнодорожной ветке Нижний Новгород — Павлово. Расположен в 6 км от границы с Владимирской областью и в 23 км к юго-востоку от Гороховца.
Старинный центр производства канатов и верёвок. В городе имеется канатно-верёвочная фабрика (ООО «Крафтканат»), филиалы строчевышивальной фабрики и Павловского завода сувениров. Вблизи города — курортная местность с базами отдыха, пансионатами и санаториями. Развито садоводство (главным образом вишня).

## История
Уездный город Горбатов образован в 1779 году путём объединения села Горбатово, названного так в XVII веке в честь бывшего владельца — князя Горбатого-Шуйского, и Мещерской слободы, известной с 1565 года под названием Мещерская Поросль (отсылающим к некогда жившему в этих местах финно-угорскому народу мещера).
В пореформенное время Горбатов специализировался на изготовлении верёвок и канатов. Горбатовский уезд упразднён в 1919 году. В 1922—1929 годах Горбатов был центром одной из волостей Павловского уезда.

## Архитектура и градостроительство
Горбатов сохранил прямоугольную классицистическую планировку конца XVIII века и ансамбль жилой застройки 1-й половины XIX века. Из храмов сохранились Троицкий собор (1813, колокольня утрачена), кладбищенская Скорбященская церковь (1858), руинированная единоверческая церковь Успения Пресвятой Богородицы (1898).

## Население
| 1856  | 1897  | 1913  | 1926  | 1931  | 1939  | 1959  | 1970  | 1979  | 1989  | 1992  |
| ----- | ----- | ----- | ----- | ----- | ----- | ----- | ----- | ----- | ----- | ----- |
| 3200  | ↗4600 | ↗4800 | ↘3300 | ↘3000 | ↗3124 | ↗3572 | ↗4611 | ↘4210 | ↘3552 | ↘3400 |
| 1996  | 1998  | 2000  | 2001  | 2002  | 2003  | 2005  | 2006  | 2007  | 2008  | 2009  |
| ↘3200 | ↗3600 | ↘3100 | ↘3000 | ↘2662 | ↗2700 | ↘2500 | ↘2400 | →2400 | ↘2322 | ↘2281 |
| 2010  | 2011  | 2012  | 2013  | 2014  | 2015  | 2016  | 2017  | 2018  | 2019  | 2020  |
| ↘2278 | ↘2267 | ↘2240 | ↘2176 | ↘2123 | ↘2049 | ↘2004 | ↘1982 | ↘1934 | ↘1896 | ↘1844 |
| 2021  |       |       |       |       |       |       |       |       |       |       |
| ↗2009 |       |       |       |       |       |       |       |       |       |       |

На 1 января 2025 года по численности населения город находился на 1115-м месте из 1124 городов Российской Федерации.

## Районы Горбатова
Село Верхний Избылец упоминается в работе В. И. Ленина «Развитие капитализма в России» как промышленное село, известное своими канатно-верёвочными промыслами. «В Нижегородской губ. центр веревочного промысла — тоже неземледельческие промышленные села Нижним и Верхний Избылец Горбатовского уезда… это — один Горбатово-Избылепкий веревочно-канатный район; часть мещан гор. Горбатова тоже занята промыслом, да и села В. и Н. Избылец — „почти часть гор. Горбатова“, и жители живут по-мещански, пьют каждый день чай, одеваются в покупное, едят белый хлеб.» Село вместе с селом Нижний Избылец вошло в состав Горбатова в XX веке.